# Ofelia (nome)
Ofelia  è un nome proprio di persona italiano femminile.

## Varianti
- Ipocoristici: Felia[3]
- Maschili: Ofelio[3][6]

### Varianti in altre lingue
- Catalano: Ofèlia[7]
- Francese: Ophélie[2]
- Inglese: Ophelia[2][4][6][8], Ophela[4], Ephelia[4]
- Polacco: Ofelia
- Portoghese: Ofélia[2]
- Sloveno: Ofelija
- Spagnolo: Ofelia[2][4][7]
- Svedese: Ofelia
- Tedesco: Ophelia
- Ungherese: Ofélia

## Origine e diffusione

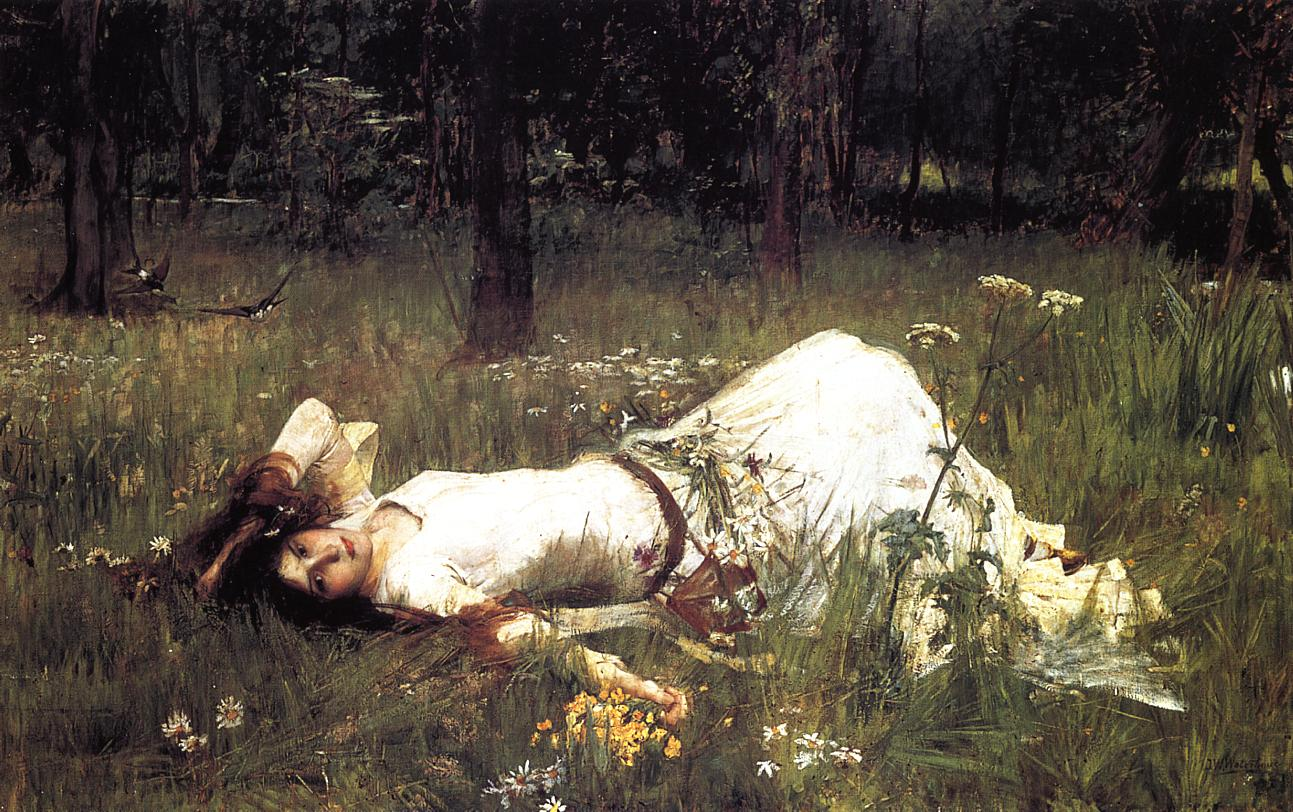
Ofelia, di John William Waterhouse

Il nome Ofelia è una creazione letteraria, che fa la sua prima comparsa nell'Arcadia, un poema di Jacopo Sannazaro pubblicato a inizio Cinquecento, dove è portato da un personaggio maschile, un pastore (comunque scritto "Ofelia"). L'opera ebbe buona fortuna nella letteratura d'oltremanica, e il nome venne ripreso da Shakespeare che lo adoperò come femminile nell'Amleto, scritto circa un secolo dopo. Sebbene l'Ofelia shakespeariana (nell'originale inglese Ophelia) sia un personaggio dal destino tragico, l'opera ebbe grande successo, promuovendo la diffusione del nome.
Dal punto di vista dell'etimologia, Sannazzaro lo coniò probabilmente sulla base del termine greco ὠφέλειᾰ  (ōphéleia) o ὠφελία  (ōphelíā), che vuol dire "aiuto", "soccorso", oppure da termini correlati come ὄφελος (óphelos, "vantaggio", "aiuto"). Nell'antica Grecia era attestato un nome maschile basato sullo stesso vocabolo, Ὀφέλας (Ophelas).
Anche in Italia la diffusione è dovuta all'opera di Shakespeare, giunta nella penisola un centinaio d'anni dopo la sua prima rappresentazione, e alle sue varie trasposizioni cinematografiche; è attestato maggiormente al Nord e al Centro, mentre è molto raro al Sud.

## Onomastico
Nessuna santa ha mai portato questo nome, che quindi è adespota; l'onomastico può essere eventualmente festeggiato il 1º novembre in occasione di Ognissanti.

## Persone

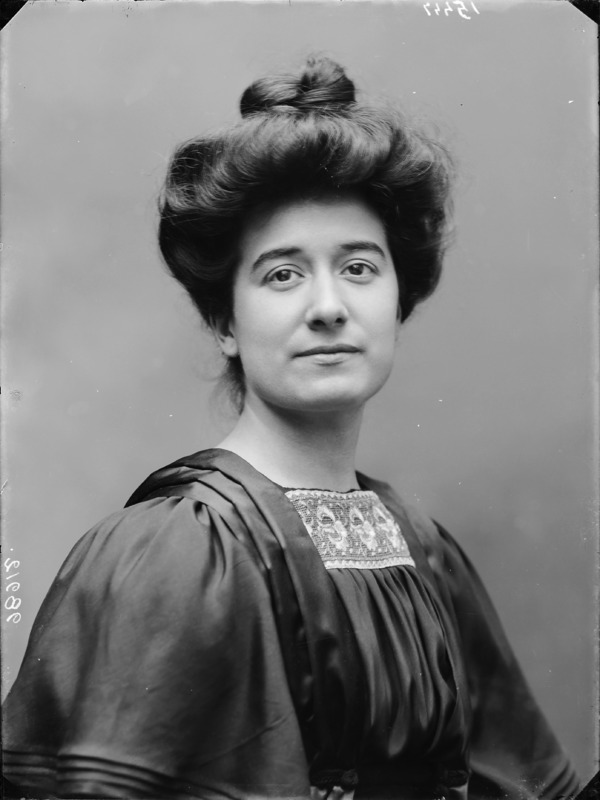
Ofelia Mazzoni

- Ofelia Giudicissi Curci, poetessa, scrittrice e archeologa italiana
- Ofelia Malinov, pallavolista italiana
- Ofelia Mazzoni, scrittrice, poetessa e attrice teatrale italiana
- Ofelia Medina, attrice e sceneggiatrice messicana
- Ofelia Passaponti, modella italiana

### Variante Ophélie
- Ophélie Bau, attrice francese

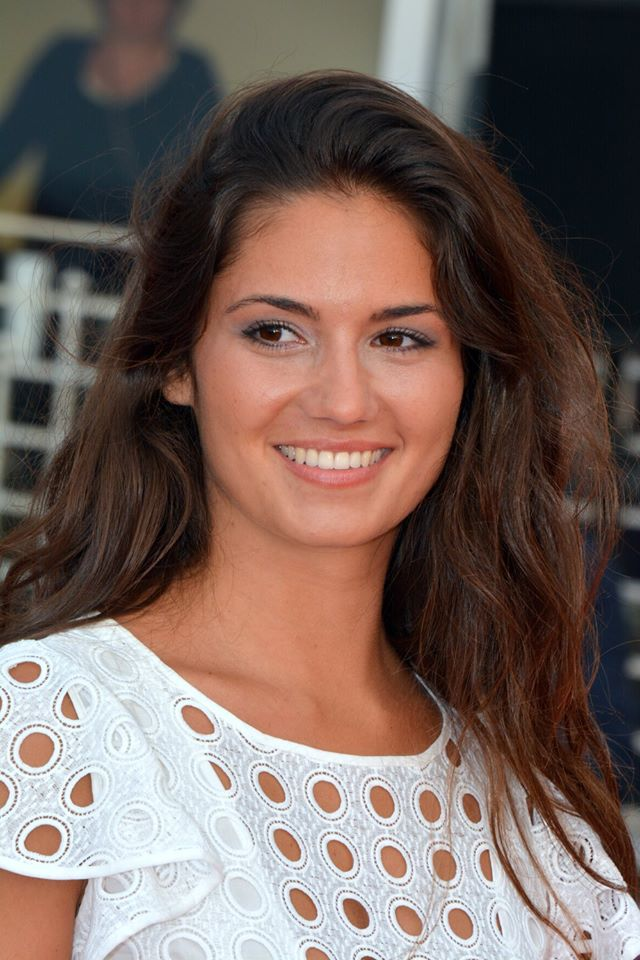
Ophélie Bau

- Ophélie David, sciatrice ungherese naturalizzata francese
- Ophélie-Cyrielle Étienne, nuotatrice francese
- Ophélie Winter, attrice, cantante e modella francese

### Variante Ophelia
- Ophelia Lovibond, attrice britannica
- Ophelia Pastrana, attivista, comica ed economista colombiana naturalizzata messicana

## Il nome nelle arti
- Ofelia è uno dei personaggi principali dell'Amleto, tragedia di William Shakespeare composta tra il 1600 e il 1602. Da questa figura prendono il nome due corpi celesti: Ofelia, un satellite di Urano, e l'asteroide 171 Ophelia.
- Ofelia è la protagonista della serie di romanzi L'Attraversaspecchi di Christelle Dabos.
- Ofelia è la protagonista del film del 2006 Il labirinto del fauno, diretto da Guillermo del Toro.
- Ofelia è un personaggio del film del 1980 Action, diretto da Tinto Brass.
- Ofelia è un personaggio dell'opera lirica di Antonio Salieri La grotta di Trofonio.
- Ofelia è un personaggio del manga di Norihiro Yagi Claymore.
- Ofelia è un personaggio dei fumetti di Mortadelo y Filemón, disegnati da Francisco Ibáñez.
- Ofelia Frump è la sorella di Morticia Addams ne La famiglia Addams.
- Ophelia è un personaggio del film del 2004 Catwoman, diretto da Pitof.
- Ophelia è un personaggio del film del 1983 Una poltrona per due, diretto John Landis.
- Ophelia è un personaggio del videogioco Brütal Legend.
- Ophelia De Luce è un personaggio del romanzo giallo di Alan Bradley Delitto nel campo di cetrioli.
- Ophelia Sage è la protagonista del romanzo di Don Winslow Le belve, e del film omonimo da esso tratto del 2012, diretto da Oliver Stone.
- Ophelia Sarkissian è un personaggio dei fumetti Marvel Comics.
- Ophelia St. Clare è un personaggio del romanzo di Harriet Beecher Stowe La capanna dello zio Tom.
- Ofelia è un film di Claude Chabrol del 1963.
- Ophelia è una canzone di Francesco Guccini contenuta nell'album Due anni dopo del 1970. reinterpretata successivamente dai Nomadi
- Ophelia è una canzone dei The Lumineers, contenuta nell'album del 2016 Cleopatra.
- Per amare Ofelia è un film commedia del 1974, diretto da Flavio Mogherini.